# Lipe (miasto Smederevo)
Lipe (cyr. Липе) – wieś w Serbii, w okręgu podunajskim, w mieście Smederevo. W 2011 roku liczyła 3077 mieszkańców.